# Tschornobaj
Tschornobaj (ukrainisch Чорнобай; russisch Чернобай Tschernobai) ist eine Siedlung städtischen Typs im Nordosten der Oblast Tscherkassy in der Ukraine mit etwa 7300 Einwohnern (2016). Er war bis Juli 2020 das Rajonszentrum des gleichnamigen Rajons Tschornobaj.

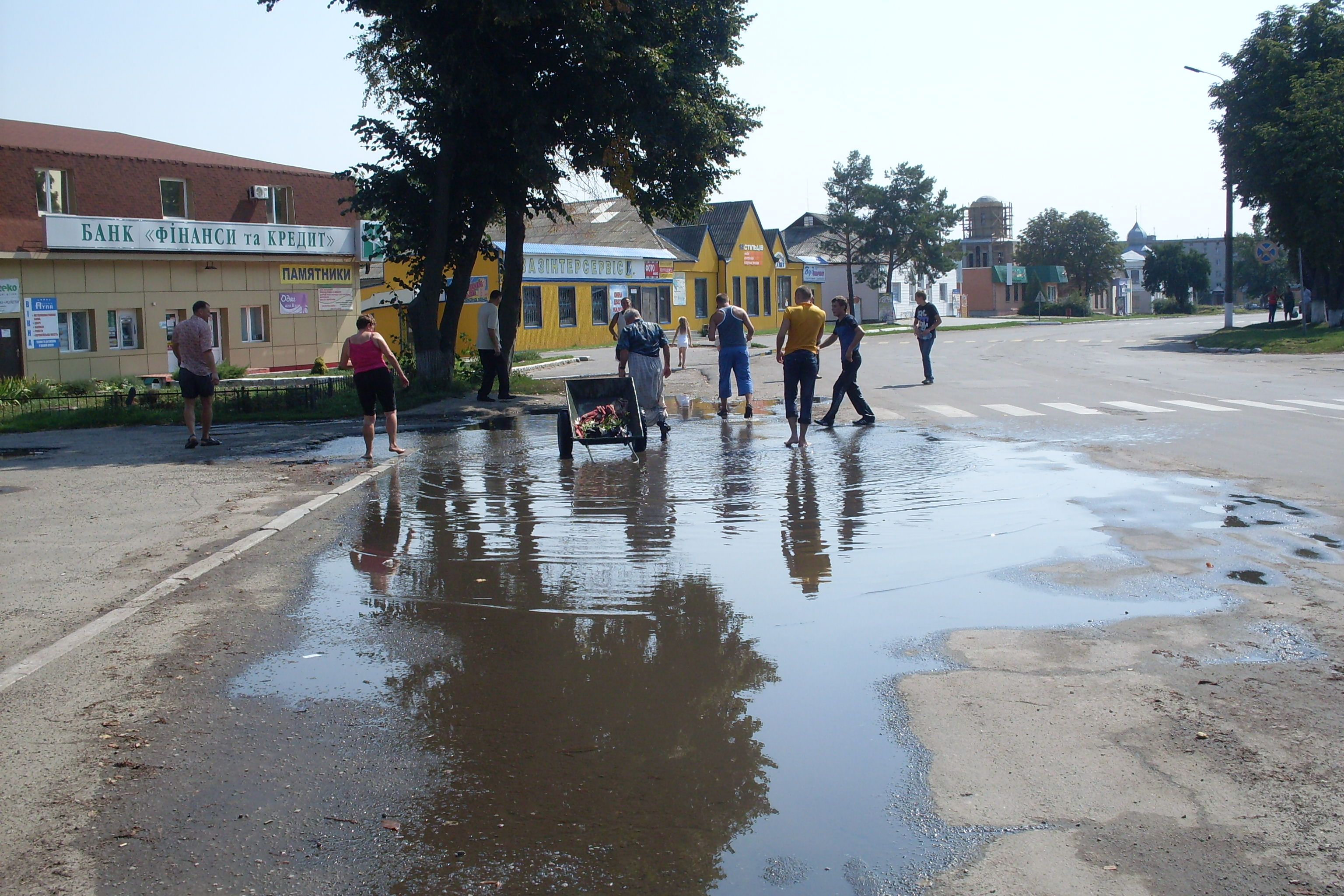
Blick in den Ort

## Geographie
Tschornobaj liegt 50 km nordöstlich von Tscherkassy am Fluss Irklij (Ірклій), einem 39 km langen, linken Nebenfluss des Dnepr. Der nächstgelegene Bahnhof befindet sich in der Stadt Solotonoscha 22 km westlich der Ortschaft.

## Geschichte
Die Siedlung wurde Mitte des 17. Jahrhunderts von Kosaken gegründet. Im Jahr 1656 wurde der Ort erstmals urkundlich erwähnt und 1923 wurde der Ort Rajonzentrum.
Tschornobaj war vom 19. September 1941 bis zum 27. September 1943 von Truppen der Wehrmacht besetzt.
Am 23. April 1965 erhielt Tschornobaj den Status einer Siedlung städtischen Typs.

## Verwaltungsgliederung
Am 12. Juni 2020 wurde die Siedlung zum Zentrum der neugegründeten Siedlungsgemeinde Tschornobaj (ukrainisch Чорнобаївська селищна громада/Tschornobajiwska selyschtschna hromada), zu dieser zählen auch die 22 in der untenstehenden Tabelle aufgelisteten Dörfer sowie die Ansiedlungen Iwaniwka, Prywitne und Wyschniwka, bis dahin bildete sie zusammen mit dem Dorf Sawkiwka die gleichnamige Siedlungsratsgemeinde Tschornobaj (Чорнобаївська селищна рада/Tschornobajiwska selyschtschna rada) im Westen des Rajons Tschornobaj.
Am 17. Juli 2020 kam es im Zuge einer großen Rajonsreform zum Anschluss des Rajonsgebietes an den Rajon Solotonoscha.
Folgende Orte sind neben dem Hauptort Tschornobaj Teil der Gemeinde:
| Name                          | Name                 | Name                               |
| ukrainisch transkribiert      | ukrainisch           | russisch                           |
| ----------------------------- | -------------------- | ---------------------------------- |
| Bakajewe                      | Бакаєве              | Бакаево (Bakajewo)                 |
| Bohoduchiwka                  | Богодухівка          | Богодуховка (Bogoduchowka)         |
| Chrestytelewe                 | Хрестителеве         | Крестителево (Krestitelewo)        |
| Frankiwka                     | Франківка            | Франковка (Frankowka)              |
| Hryhoriwka                    | Григорівка           | Григоровка (Grigorowka)            |
| Iwaniwka                      | Іванівка             | Ивановка (Iwanowka)                |
| Krasseniwka                   | Красенівка           | Красеновка (Krassenowka)           |
| Lukaschiwka                   | Лукашівка            | Лукашовка (Lukaschowka)            |
| Mala Burimka                  | Мала Бурімка         | Малая Буромка (Malaja Buromka)     |
| Mali Kaniwzi                  | Малі Канівці         | Малые Каневцы (Malyje Kanewzy)     |
| Marjaniwka                    | Мар’янівка           | Марьяновка (Marjanowka)            |
| Mochnatsch                    | Мохнач               | Мохнач                             |
| Mychajliwka                   | Михайлівка           | Михайловка (Michailowka)           |
| Nowe Schyttja                 | Нове Життя           | Нове Життя (Nowe Schittja)         |
| Nowoselyzja                   | Новоселиця           | Новоселица (Nowoseliza)            |
| Nowoukrajinka                 | Новоукраїнка         | Новоукраинка (Nowoukrainka)        |
| Prywitne (bis 2016 Komintern) | Привітне (Комінтерн) | Приветное (Priwetnoje)/Коминтерн   |
| Sawkiwka                      | Савківка             | Савковка (Sawkowka)                |
| Staryj Mochnatsch             | Старий Мохнач        | Старый Мохнач (Stary Mochnatsch)   |
| Tarassiwka                    | Тарасівка            | Тарасовка (Tarassowka)             |
| Welyka Burimka                | Велика Бурімка       | Великая Буромка (Welikaja Buromka) |
| Welyki Kaniwzi                | Великі Канівці       | Великие Каневцы (Welikije Kanewzy) |
| Wesselyj Chutir               | Веселий Хутір        | Весёлый Хутор (Wessjoly Chutor)    |
| Wesselyj Podil                | Веселий Поділ        | Весёлый Подол (Wessjoly Podol)     |
| Wyschniwka                    | Вишнівка             | Вишнёвка (Wischnjowka)             |

## Bevölkerungsentwicklung
| 1885  | 1959  | 1970  | 1979  | 1989  | 2001  | 2012  | 2016  |
| ----- | ----- | ----- | ----- | ----- | ----- | ----- | ----- |
| 5.229 | 5.413 | 6.606 | 7.441 | 8.783 | 8.364 | 7.482 | 7.321 |

Quelle:

## Persönlichkeiten
- Marians Pahars; (* 1976), lettischer Fußballspieler und -trainer